# Veinte de Noviembre, Tula
Veinte de Noviembre är en ort i Mexiko.   Den ligger i kommunen Tula och delstaten Tamaulipas, i den centrala delen av landet, 400 km norr om huvudstaden Mexico City. Veinte de Noviembre ligger 1 103 meter över havet och antalet invånare är 237.
Terrängen runt Veinte de Noviembre är varierad. Runt Veinte de Noviembre är det glesbefolkat, med 10 invånare per kvadratkilometer. Närmaste större samhälle är Tula, 9,0 km öster om Veinte de Noviembre. Omgivningarna runt Veinte de Noviembre är i huvudsak ett öppet busklandskap.